# 대한민국 형법 제167조
대한민국 형법 제167조는 일반물건에의 방화에 대한 형법각칙의 조문이다. 구체적 위험범으로 타인소유 일반물건방화죄와 자기소유 일반물건방화죄를 규정하며 미수를 처벌하지 않는다. 

## 조문
제167조(일반물건에의 방화) ① 불을 놓아 전 3조에 기재한 이외의 물건을 소훼하여 공공의 위험을 발생하게 한 자는 1년 이상 10년 이하의 징역에 처한다.

②제1항의 물건이 자기의 소유에 속한 때에는 3년 이하의 징역 또는 700만원 이하의 벌금에 처한다.

第167條(一般物件에의 放火) ① 불을 놓아 前 3條에 記載한 以外의 物件을 燒毁하여 公共의 危險을 發生하게 한 者는 1年 以上 10年 以下의 懲役에 處한다.

②第1項의 物件이 自己의 所有에 屬한 때에는 3年 以下의 懲役 또는 700萬원 以下의 罰金에 處한다.

## 사례
도시 한복판에 위치한 한국전통마을에 사는 철수는 자신의 초가집에 득실대는 빈대 잡으려고 석유를 붓고 불을 질렀는데 강한 바람으로 불이 근처 주택가로 번져 많은 사람들이 타죽게 되었다. 이 경우 비록 철수는 자신의 집에만 초가집에만 불을 질렀으나 형법 제167조 죄책을 질 수 있다.

## 판례

### 무주물도 자기 소유의 물건에 준함
- 형법 제167조 제2항은 방화의 객체인 물건이 자기의 소유에 속한 때에는 같은 조 제1항보다 감경하여 처벌하는 것으로 규정하고 있는바, 방화죄는 공공의 안전을 제1차적인 보호법익으로 하지만 제2차적으로는 개인의 재산권을 보호하는 것이라고 볼 수 있는 점, 현재 소유자가 없는 물건인 무주물에 방화하는 경우에 타인의 재산권을 침해하지 않는 점은 자기의 소유에 속한 물건을 방화하는 경우와 마찬가지인 점, 무주의 동산을 소유의 의사로 점유하는 경우에 소유권을 취득하는 것에 비추어(민법 제252조) 무주물에 방화하는 행위는 그 무주물을 소유의 의사로 점유하는 것이라고 볼 여지가 있는 점 등을 종합하여 보면, 불을 놓아 무주물을 소훼하여 공공의 위험을 발생하게 한 경우에는 ‘무주물’을 ‘자기 소유의 물건’에 준하는 것으로 보아 형법 제167조 제2항을 적용하여 처벌하여야 한다.[1]

## 같이 보기
- 자기소유 일반물건방화죄
- 일반물건방화죄